# المرشد (فلم)
المرشد فيلم دراما مصري من إنتاج عام 1989، من إخراج إبراهيم الموجي، وبطولة: شريهان , فاروق الفيشاوي , محمود الجندي , عفاف شعيب , الشحات مبروك , زوزو نبيل.

## قصة الفيلم
يحضر الشاب الصعيدى مبروك من قريته ليصلح جزء من ماكينة الطحين التي يملكها عمه، فيقع في براثن النشال هاشم، وفي القطار يتعرف على نوارة الفتاة التي يعود بها عمها من القاهرة ليقتلها لأن أحد الشبان غرر بها، يساعدها مبروك على الهرب من عمها، ويتصادق مبروك مع هاشم ونوارة، يحاول هاشم التخلص من دور المرشد الذي يقوم بها لخدمة ضابط المباحث شريف، الذي يحاول استغلاله لمراقبة زوجته السابقة للإيقاع بها وإثبات سوء سلوكها، إلا أن هاشم يقع في حب زوجته المطلقة شكرية، ويحاول مساعدتها وإنقاذها من التورط في جريمة قتل حدثت في الشقة التي تمارس فيها لعب القمار، الضابط شيف له شقيق رياضى يستعد لدخول إحدى المسابقات المهمة، الضابط شريف يضيق على هاشم الخناق ويهدده بالكشف عن كل جرائمه السابق، يرتب هاشم خطة للانتقام من شريف عندما يقنع مبروك أن يتدرب سرا كمصارع ليدخل المباراة أمام شقيق الضابط، والتي كان شريف يعلق عليها أهمية كبيرة، تجد نوارة أن الشاب الذي غرر بها دخل السجن، فاتجهت بعواطفها نحو مبروك كنموذج مختلف لتبدأ معه حياة جديدة، يهزم مبروك شقيق شريف في المباراة، ويعود شريف لزوجته السابقة شكرية.
فاروق الفيشاوي
محمود الجندي
شريهان
عفاف شعيب
الشحات مبروك

## وصلات خارجية
- صفحة الفيلم على موقع السينما